# سلسفي كثير التشعبات
السلسفي كثير التشعبات (باللاتينية: Scorzonera caespitosa) نوع نباتي ينتمي إلى جنس السلسفي من الفصيلة النجمية.

## الموئل والانتشار
موطنه المغرب العربي.

## مرادفات للاسم العلمي
- (باللاتينية: Scorzonera pseudopygmaea Lipsch.)